# Aibl
Aibl är en ort i Österrike. Den ligger i kommunen Eibiswald i förbundslandet Steiermark, 190 kilometer sydväst om huvudstaden Wien. Orten var till och med 2014 huvudort i kommunen Aibl som även omfattade orterna Aichberg, Hadernigg, Rothwein, Sankt Bartlmä, Sankt Lorenzen och Staritsch.